# Diviziunile administrative ale municipiului Chișinău
Chișinău are în componența sa 35 de localități: 1 municipiu (cu 5 sectoare), 6 orașe și 28 de sate. Până în 2001, toate au făcut parte din județul Chișinău.

## Municipii
- Chișinău
  - sectorul Centru
  - sectorul Buiucani
  - sectorul Rîșcani
  - sectorul Botanica
  - sectorul Ciocana

| Nr. | Nr.      | Sector  | Populație (2004) | Populație (2015) | Din totalul populației | Densitate (loc./ha) |
| --- | -------- | ------- | ---------------- | ---------------- | ---------------------- | ------------------- |
|     | 1        | Centru  | 90.494           | 94.800           | 14,8%                  | 110                 |
| 2   | Buiucani | 107.744 | 112.200          | 17,6%            | 148                    |                     |
| 3   | Râșcani  | 132.740 | 139.900          | 21,9%            | 223                    |                     |
| 4   | Botanica | 156.633 | 172.600          | 27%              | 172                    |                     |
| 5   | Ciocana  | 101.834 | 119.300          | 18,7%            | 168                    |                     |

## Orașe
- Codru
- Cricova
- Durlești
- Sîngera
  - Dobrogea
  - Revaca
- Stăuceni
  - Goianul Nou
- Vadul lui Vodă
  - Văduleni
- Vatra

## Comune și sate
- comuna Băcioi
  - Băcioi
  - Brăila
  - Frumușica
  - Străisteni
- comuna Bubuieci
  - Bîc
  - Bubuieci
  - Humulești
- comuna Budești
  - Budești
- comuna Ciorescu
  - Ciorescu
  - Făurești
  - Goian
- Colonița
- Condrița
- comuna Cruzești
  - Ceroborta
  - Cruzești
- Ghidighici
- comuna Grătiești
  - Grătiești
  - Hulboaca
- comuna Tohatin
  - Buneți
  - Cheltuitori
  - Tohatin
- comuna Trușeni
  - Dumbrava
  - Trușeni